# Capraia Isola
Capraia Isola – miejscowość i gmina we Włoszech, w regionie Toskania, w prowincji Livorno. Obejmuje całą powierzchnię wyspy Capraia w archipelagu Wysp Toskańskich, położonej w odległości 30 km od brzegów Korsyki. Centrum zabudowy gminy leży nad zatoką na północno-wschodnim wybrzeżu wyspy.
Według danych na rok 2010 gminę zamieszkiwało 410 osób, ok. 22 os./km².
Położone na skalistym cyplu miasteczko Capraia może się pochwalić takimi zabytkami, jak Fortezza di San Giorgio (XI-XII wiek, zbudowana przez pizańczyków i przebudowana w XV-XVI wieku przez genueńczyków), kościół Assunta z XI-XII wieku czy fragmenty drogi z czasów rzymskich. Nie zachowała się potężna wieża z 1510 roku, strzegąca dawniej wejścia do tutejszego portu.
Miejscowość posiada połączenie promowe z Livorno na Półwyspie Apenińskim. Wiejące tu silne wiatry (w tym afrykańskie sirocco) powodują często wstrzymywanie kursów komunikacji promowej.